# Gong-sifflet
Le système « gong-sifflet » est un système de répétition en cabine de l'aspect des signaux ferroviaires, utilisé en Belgique.

## Caractéristiques
Ce système utilise les impulsions électriques fournies par des crocodiles placés au milieu de la voie.
Les crocodiles peuvent transmettre au convoi des impulsions soit positives, soit négatives :
- les impulsions positives font « tomber » le sifflet, nommé ainsi car à l'origine il émettait un sifflement[1]. Le conducteur doit le réarmer dans un délai de quelques secondes, à défaut de quoi le train s'arrête (freinage d'urgence). En effet, les impulsions positives sont reçues au droit de signaux présentant l'aspect « 2 jaunes », « vert-jaune vertical », « vert-jaune horizontal » ou éteint (voir la signalisation belge pour la signification de ces aspects), et de certains panneaux annonçant une réduction de vitesse ;
- les impulsions négatives font vibrer un gong ; elles sont reçues au droit de signaux présentant l'aspect « vert ».

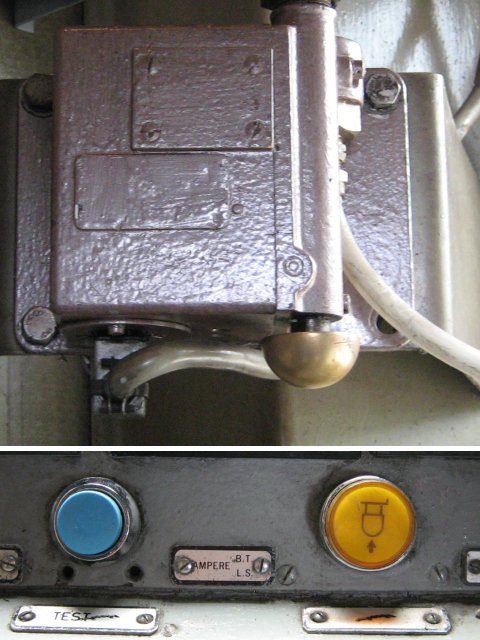
État de repos
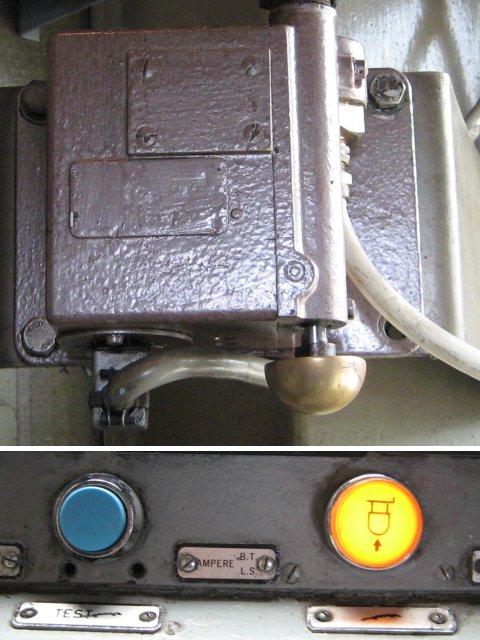
Lors d'une impulsion positive

## Sources